# Crisis bursátil de enero de 2008
La crisis bursátil de enero de 2008, antesala de la crisis bursátil mundial de octubre de 2008, fue un conjunto de bruscas caídas en los mercados de valores mundiales que comenzaron a finales del 2007 hasta llegar a la histeria colectiva del lunes 21 de enero. La principal causa fue el miedo a que la economía estadounidense entrase en un periodo de recesión tras el comienzo de la crisis de las hipotecas subprime. A su vez dicha crisis se extendió al resto del mundo en modo de crisis de liquidez entre bancos que ocasionó al mismo tiempo la crisis crediticia y de falta de confianza que continuó durante el 2008. Generalmente, se considera parte de la crisis económica de 2008, y tiene continuidad en una crisis financiera norteamericana e internacional de mayor calado. Esta crisis bursátil fue el precedente de la crisis bursátil mundial de octubre de 2008, mucho más grave y profunda.
A pesar de ello, los mercados estadounidenses no se vieron especialmente afectados puesto que los principales índices de la bolsa estadounidense permanecieron cerrados debido a la festividad de Martin Luther King.
Asociado a la crisis, aparece el nombre de Jérôme Kerviel, agente financiero de la Société Générale de París a quien se responsabiliza por movimientos financieros fraudulentos que podrían ser la causa principal de la crisis. Kerviel es acusado de causar la pérdida de 4.900 millones de euros (7.160 millones de dólares) en lo que se conoce como el mayor fraude de la historia.

## Lunes 21
Todas las bolsas europeas registran este lunes 21 de enero de 2008 importantes caídas. Así, el Ibex 35 del mercado español abre con descensos superiores al 2% hasta cerrar cayendo el 7,54% para situarse en los 12.625, el peor dato en un solo día desde 1987.
Este batacazo de la Bolsa ha supuesto una destrucción de valor para el accionista de 89.000 millones de euros en los primeros 17 días del año.
"El mercado ha entrado en una tendencia bajista y ahora mismo toca caer y no hay prácticamente ningún valor que se pueda salvar. Es una cuestión de inercia desatada por el temor a que la economía de Estados Unidos entre en recesión", explicaba un operador.

### Ibex 35
En este escenario, los valores del mercado español que más han caído son Iberdrola (-12,58 %), Sacyr Vallehermoso (-11,05 %) y Gamesa (-10,05%). Por el contrario, sólo dos valores no han caído: Inmobiliaria Colonial (+1,33 %) y Aguas de Barcelona S.A. (+0,38 %).

### Europa
Las bolsas europeas también se han desplomado por el temor a que la economía estadounidense entre en recesión pese al programa de ayuda coyuntural presentado por el Gobierno estadounidense.
Los mercados de valores de Europa están además influidos por las pérdidas de las bolsa asiáticas y del cierre en negativo de Wall Street el viernes anterior. Algunos expertos prevén un debilitamiento de la economía europea, arrastrada por la recesión en EE. UU.
En Europa, con el euro a 1,444 dólares, las pérdidas han sido menores ya que Fráncfort cedió el 7,16%; París, el 6,83%; Londres, el 5,48% y Milán, el 5,17%. Los valores que más han bajado han sido los bancos, las aseguradoras y los de compañías de la construcción y de materiales .

## Martes 22
El Ibex 35 cerró el martes con un alza cercana del 1,7 por ciento en un movimiento de rebote liderado por los grandes bancos y algunos de los valores más castigados apoyado en la sorprendente decisión de la Fed de bajar en 75 puntos básicos los tipos de interés para contrarrestar los riesgos de recesión en Estados Unidos.
'La decisión de la Reserva Federal ha sido una medida de emergencia que ha permitido una recuperación de las bolsas, pero quizá debería haberse producido antes', dijo José Luis Martínez, estratega de Citigroup en España.
'El escenario de los mercados ahora mismo es demasiado complejo para creer que la inestabilidad se ha terminado y ahora mismo habría que aprovechar para reducir exposición en bolsa', agregó.
El Ibex 35 hizo las primeras horas cayendo un 5,45 pero cerró con una subida del 1,69 por ciento a 12.839, 7 puntos, en una jornada marcada por la volatilidad.

## Miércoles 23
El Ibex 35 cierra el miércoles con una caída superior al 4,5 por ciento ante la renovada debilidad de los bancos por temores a mayores dotaciones de provisiones para hacer frente a depreciaciones de activos y a la preocupación a una brusca desaceleración de la economía en Estados Unidos y en un escenario de fuerte volatilidad.
El Ibex 35 cayó un 4,56 por ciento a 12.254,6 puntos después de haber llegado a depreciarse más de un 5,2 por ciento hasta tocar un mínimo intradiario de 12.164,1 unidades.
En Europa, el índice DAX Xetra de la Bolsa de Fráncfort cayó un 4,88 por ciento y el índice CAC 40 de París retrocedió un 4,25 por ciento. En el momento del cierre de los mercados europeos, el Dow Jones caía en torno a un 1 por ciento.
Los valores bancarios en Europa se vieron arrastrados por la oleada vendedora entre persistentes rumores sobre la crisis de crédito, que apuntaban a provisiones por depreciaciones de activos en Société Générale.

## Jueves 24
El principal indicador del mercado español, el Ibex 35, subió en la sesión de este jueves 852,10 puntos, equivalentes al 6,95%, hasta 13.106,70 puntos, lo que lo convierte en la tercera mayor subida en toda la historia de la Bolsa española. La razón de esta subida es que se ha animado por la recuperación de las plazas internacionales, el avance de los grandes valores y los rumores de opa sobre Iberdrola.
Los rumores de la opa sobre Iberdrola han ayudado al repunte
Entre los grandes valores del mercado, Santander terminó la jornada con un avance del 6,57%. Telefónica con un valor positivo del 4,74%. El BBVA con el 8,73%. Repsol con un 8,89% e Iberdrola con el 16,69%.
Este rebote llega tres días después de que el Ibex 35 se desplomase con una bajada histórica del 7,54%, la peor sesión de su historia desde 1987.
Es la conclusión de un día que empezó la mañana con fuerza: después de tres días de subidas y bajadas en la Bolsa de Madrid, el Ibex 35 registró unas subidas superiores al 3,5% y, conforme avanzaba la mañana, se aproximaba más al 5%.
De esta forma, se anula el miedo internacional provocado por una posible recesión en Estados Unidos que el Fondo Monetario Internacional ha rechazado, ya que ha asegurado que las empresas disponen de un alto nivel de beneficios y de un estímulo monetario y fiscal.

### Posible fin de la crisis
La decisión de la Reserva Federal de rebajar los tipos de interés en EE. UU. tres cuartos de punto motivó a las bolsas mundiales a retomar el pulso, aunque en Europa cundió nuevamente el pesimismo después de que el Banco Central Europeo decidiera no ajustar los tipos de interés, por lo que se registraron cierres en rojo a pesar de las aperturas en positivo.
Hay que estar precavidos porque esto es un rebote del buen comportamiento de la Bolsa de Nueva York
El clima de optimismo que se vivió durante esta mañana vino acompañado del cierre ayer en positivo de Wall Street, así como de la apertura sin sobresaltos que han registrado las bolsas del Sudeste Asiático.
Sin embargo, no se puede extraer ninguna conclusión ya que lo que ocurre ahora es un movimiento de rebote que se da por el buen comportamiento en la Bolsa de Nueva York. La recuperación se ha producido por esta razón y porque los bancos importantes son los que más están ayudando a la recuperación junto con Iberdrola.
Este avance sólo fue superado por el alza del 7,08% del 17 de enero de 1991, cuando Estados Unidos empezó la guerra de Kuwait, y por el avance del 8,97% que registró el índice antecesor del Ibex 35 el 2 de noviembre de 1987, por el rebote tras el "crash" que había registrado Wall Street y las bolsas internacionales a finales del mes anterior.
Sin embargo, en octubre de 2008 tiene lugrar otro desplome bursátil de dimensiones históricas. Entonces medidas coordinadas de los principales gobernantes europeos enfocadas a garantizar la liquidez y solvencia de sus instituciones financieras propician una recuperación bursátil.